# 第71師團
第71師團是大日本帝國陸軍中的第10方面軍旗下師團之一，成立於1942年（昭和17年），廢止於1945年（昭和20年），軍團壽命僅短短三年。

## 歷史
1942年，該軍團旗下的第87步兵團和第114步兵團合併，並在1942年6月接管滿洲東部地區與蘇聯邊界安全防禦事務。1945年2月，轉移至台灣，在嘉義附近布防，並在台灣迎接終戰。

## 師團概要

### 歴代師團長
- 遠山登中將：1942年4月17日 - 終戰（唯一一任）

### 最終司令部構成
- 參謀長：加藤守敏大佐
  - 參謀：塚本政登士中佐
  - 參謀：栗本榮三少佐
- 高級副官：上山義雄少佐
- 經理部長：堀井長嗣主計大佐
- 軍醫部長：西村慶次軍醫大佐

### 最終所屬部隊
- 歩兵第87連隊（旭川）：中村敏夫大佐
- 歩兵第88連隊（旭川）：松浦龍一大佐
- 歩兵第140連隊（旭川）：竹内主計中佐
- 山砲兵第71連隊（旭川）：石山虎夫大佐
- 工兵第71連隊（旭川）：佐藤久少佐
- 輜重兵第71連隊：關廣太中佐
- 第71師團通信隊：保科年夫大尉
- 第71師團兵器勤務隊：野口求大尉
- 第71師團第1野戰病院：
- 第71師團制毒隊：石田林之助大尉
- 第71師團病馬廠：小田重夫大尉
- 第71師團防疫給水部：坂倉廣海少佐